# Aruvanahalli, Channarayapatna
Aruvanahalli là một làng thuộc tehsil Channarayapatna, huyện Hassan, bang Karnataka, Ấn Độ.